# أسامة ربيع
فريق بحري / أسامه منير ربيع هو قائد عسكري مصري من مواليد 15 يونيو 1955، شغل سابقاً منصب قائد القوات البحرية، وشغل منصب نائب رئيس هيئة قناة السويس. وفي 17 أغسطس 2019 أصدر الرئيس المصري عبد الفتاح السيسي قرارا جمهوريا بتعيينه رئيس لهيئة قناة السويس خلفا للفريق مهاب مميش.

## حياته العلمية
- تخرج من الكلية البحرية (بكالوريوس العلوم العسكرية البحرية) في 11 يونيو 1977.
- دورة كلية الحرب العليا.
- دورة أركان حرب تخصص.
- فرقة تخصص متقدم ضباط تنفيذيين.
- فرقة قادة سرايا اعتبارية.[1]

## حياته المهنية
- قائد كاسحة الغام بمجموعة الكاسحات.
- أخصائي ملاحة بمجموعة الكاسحات.
- رئيس العمليات والتدريب بمجموعه الكاسحات.
- رئيس أركان بمجموعة الكاسحات.
- رئيس أركان لواء مكافحة الألغام.
- قائد جناح الفنون البحرية بالكلية البحرية.
- قائد لواء مكافحة الألغام.
- رئيس أركان قاعدة إسكندرية البحرية.
- نائب مدير الكلية البحرية.
- رئيس شعبة التنظيم والإدارة البحرية.
- قائدًا لقاعدة السويس البحرية.
- قائدًا لقاعدة إسكندرية البحرية.
- مديرًا للكلية البحرية.
- رئيسًا لشعبة العمليات البحرية.
- مساعدًا لقائد القوات البحرية.
- رئيس أركان القوات البحرية.
- قائد القوات البحرية في 11 أبريل 2015.[1]
- تقلد رتبة فريق في 17 مارس 2016.[3]
- نائب رئيس هيئة قناة السويس في 17 ديسمبر 2016.[2]
- رئيس هيئة قناة السويس في 17 أغسطس 2019

## الأوسمة والأنواط والميداليات
- ميدالية الخدمة الطويلة والقدوة الحسنة.
- نوط الواجب العسكري من الطبقة الثانية.
- ميدالية الخدمة الممتازة عام.
- ميدالية 25 يناير 2011.
- نوط الواجب العسكري من الطبقة الأولى.
- نوط الخدمة الممتازة.
- ميدالية 30 يونيو عام 2013.[1]